# Silnice I/70
Die Silnice I/70 (tschechisch für: „Straße I. Klasse 70“) ist eine tschechische Staatsstraße (Straße I. Klasse). Die Straße, die kürzeste dieser Kategorie, zweigt westlich von Sudoměřice (Sudomierschitz) kreuzungsfrei von der Silnice I/55 ab und erreicht bereits nach einem Verlauf über 2427 Meter die Grenze zur Slowakei, an der sie in die slowakische Straße II/426 nach Holíč (Holitsch) übergeht.